# Stadion Domžale
Le Stadion Domžale est un stade multi-usage slovène situé à Domžale. D'une capacité de 3 100 places, il accueille les matches à domicile du NK Domžale, club évoluant dans le championnat de Slovénie de football.

## Historique
Construit en 1948, le stade est rénové en 1997 et 1999. Une nouvelle tribune ouest est créée en avril 2004. En juin 2006, des mats d'éclairage sont installés permettant de jouer en nocturne.
La pelouse est entourée par une piste d'athlétisme et le complexe sportif comprend également trois terrains d'entraînement dont deux en synthétique.

## Rencontres internationales

### Équipe masculine
Le 7 février 2007, l'équipe nationale accueille l'Estonie pour une rencontre amicale dans le stade. Dans ce match disputé devant 2 900, la Slovénie l'emporte sur le score d'un à zéro, un but sur pénalty marqué par Klemen Lavrič à la 34e minute.

### Équipe féminine
Le stade accueille également des rencontres de l'équipe nationale féminine. Lors des éliminatoires de la Coupe du monde de football féminin 2011, la Slovénie est battue sèchement par l'Italie sur le score de huit à zéro puis quatre à zéro par le Portugal

### Championnat d'Europe des moins de 17 ans
Le stade est sélectionné pour accueillir des rencontres du Championnat d'Europe des moins de 17 ans en 2012. Trois matchs du groupe A ont lieu dans le stade.